# صامويل حايك
صامويل حايك مليونير إسرائيلي من أصول عراقية ولد في كفار سابا ، إسرائيل ، 1953 ، هو أحد أكبر زعماء القطاع العقاري. وهو رئيس مجلس إدارة الصندوق الاستئماني KKL الخيري.
وكان حايك رئيس قسم الشباب في حزب الليكود الإسرائيلي.
أسس شركة أس حايك القابضة عام 2004.

## سيرته
ولد صامويل حايك عام 1953 في كفار سابا ونشأ في مدينة بني براك التي تقع على ساحل البحر المتوسط ضمن مقاطعة تل أبيب. وعاش مع والديه نصيرة وسالم وهما من المهاجرين العراقيين اليهود الذين هاجروا إلى إسرائيل من بغداد ثلاثة أبناء قبل عامين من ولادته، أما صامويل فقد ولد مع شقيقته الصغرى بعد وصولهم إلى إسرائيل.
كان والده تاجرا في بغداد، وكان مندوباً لشركتي هرقل وسنغر.
في عام 1979 بدأ صامويل حايك بدراسة الفلسفة والتاريخ في جامعة تل أبيب ، ولكنه سرعان ما قرر بعد ذلك تركها والذهاب إلى انجلترا لدراسة القانون. وصل إلى المملكة المتحدة في عام 1980، وذلك بعد إنهاء خدمته العسكرية ضمن جهاز الأستخبارات في الجيش الإسرائيلي. وبعد الانتهاء من دراسة القانون أتجه إلى العمل في القطاع العقاري. أصبح أحد أكبر زعماء العقارات في بريطانيا وإسرائيل.
وحصل فيما بعد على الجنسية البريطانية، وهو غير متزوج لحد الآن ويقسم وقته بين لندن وتل أبيب .